# 地冕

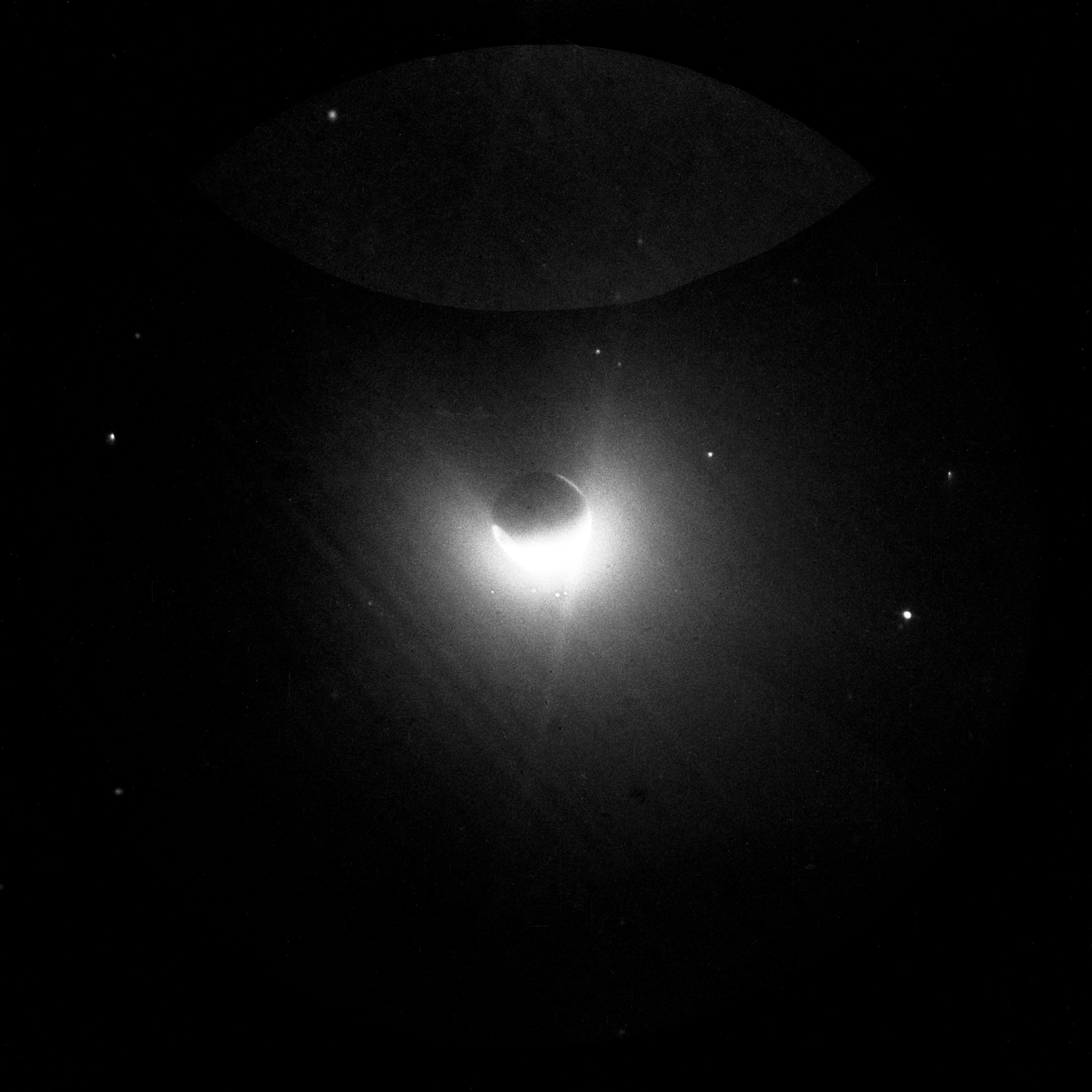
從月球拍攝的地球大氣層的氫包層，也就是地冕。這張照片是1972年登月的阿波羅16號太空人在月球上使用相機拍攝的。

地冕是地球大氣層最外層區域，外氣層的發光部分。它主要通過散射來自太陽遠紫外線中的中性氫發射的光（來曼α），至少延伸至15.5地球半徑，並可能遠及100地球半徑。地冕已經被在外太空的Astrid衛星、伽利略號（以及其它的太空船）在飛掠過地球的期間，使用它們的紫外線光譜儀進行研究。

## 外部連結
- Geocorona at Southwest Research Institute